# André da Rocha

Localización del municipio André da Rocha.

André da Rocha es un municipio brasilero del estado de Rio Grande do Sul.
Se encuentra ubicado a una latitud de 28º37'50" Sur y una longitud de 51º34'18" Oeste, estando a una altitud de metros sobre el nivel del mar. Su población estimada para el año 2004 era de 1.147 habitantes. 
Ocupa una superficie de 333,28 km².
- Datos: Q523535
- Multimedia: André da Rocha / Q523535